# Resolució 1720 del Consell de Seguretat de les Nacions Unides
La Resolució 1720 del Consell de Seguretat de les Nacions Unides, adoptada per unanimitat el 31 d'octubre de 2006 després de reafirmar totes les resolucions anteriors del Sàhara Occidental, en particular la Resolució 1495 (2003) Resolució 1541 (2004) i Resolució 1675 (2006) el consell va ampliar el mandat de la Missió de Nacions Unides pel Referèndum al Sàhara Occidental (MINURSO) per sis mesos fins al 30 d'abril de 2007.
Dels 15 membres del Consell de Seguretat, 14 van aprovar un projecte de resolució que incloïa una disposició que expressava preocupació pels abusos marroquins en matèria de drets humans en el territori ocupat del Sàhara Occidental; només França es va oposar i, per tant, el paràgraf va ser omès del text final. Els Estats Units havia suggerit acabar la missió durant les discussions prèvies a l'adopció de la Resolució 1720.

## Resolució

### Observacions
El Consell de Seguretat va reafirmar la necessitat d'una solució duradora i mútua per al problema del Sàhara Occidental que proporcionaria l'autodeterminació de la població del territori. Tant el Marroc com el Front Polisario i els estats regionals van ser convidats a cooperar amb les Nacions Unides per posar fi al destí polític i arribar a una solució a la disputa de llarg termini.

### Actes
Es va demanar a totes les parts que respectessin els acords militars aconseguits amb la MINURSO pel que fa a un alto el foc. Es va cridar als Estats membres a considerar contribuir en mesures de confiança per facilitar un major contacte entre persones, com ara visites familiars. El mandat de la MINURSO es va ampliar i el secretari general Kofi Annan fou instruït per informar sobre la situació al Sàhara Occidental. A més, també va rebre instruccions per assegurar un major compliment de la política de tolerància zero amb l'explotació sexual del personal de la MINURSO.